# Mahajangasuchus
Mahajangasuchus es un género extinto de cocodrilomorfo neosuquio que tenía dientes cónicos. La especie tipo, M. insignis, vivió durante el Cretácico Superior, sus fósiles se han encontrado en la formación de Maevarano en el norte de Madagascar. Era un depredador relativamente grande, midiendo más de 3 metros de largo y alcanzando un peso de 360 kilogramos.

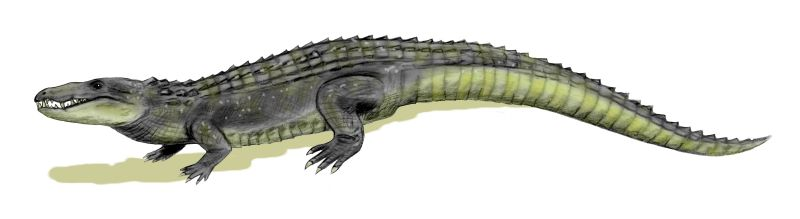
Restauración artística de M. insignis.

Sereno et al.. (2001) situaron el género dentro de la familia Trematochampsidae, aunque un estudio más reciente por Turner y Calvo (2005) lo colocan dentro de Peirosauridae. Fue clasificado posteriormente en su propia familia, Mahajangasuchidae junto con el género Kaprosuchus por Sereno y Larrson (2009).